# Катастрофа Boeing 737 под Куэнкой
Катастрофа Boeing 737 под Куэнкой — крупная авиационная катастрофа, произошедшая в понедельник 11 июля 1983 года. Авиалайнер Boeing 737-2V2 авиакомпании TAME выполнял внутренний пассажирский рейс EQ173 по маршруту Кито—Куэнка, но при заходе на посадку врезался в гору в около аэропорта Куэнки и разрушился. Погибли все находящиеся на его борту 119 человек — 111 пассажиров и 8 членов экипажа.
На 2025 год катастрофа рейса 173 остаётся крупнейшей в истории Эквадора.

## Самолёт
Boeing 737-2V2 Advanced с заводским номером 22607 и серийным 775 свой первый полёт совершил 1 июня 1981 года и на период тестовых полётов носил бортовой номер N8283V. 5 октября того же года авиалайнер был продан эквадорской авиакомпании TAME, в которой получил регистрационный номер HC-BIG (второй номер — FAE-607) и имя Ciudad de Loja (с исп. — «Город Лоха»). Его два турбовентиляторных двигателя были модели Pratt & Whitney JT8D-17. Всего ко дню катастрофы возраст авиалайнера составлял 2 года и 1 месяц. Стоит отметить, что за всю историю авиакомпании TAME это был единственный Boeing 737 в её авиапарке.

## Катастрофа
Экипаж авиалайнера состоял из 8 человек, а командиром экипажа был опытный пилот Хорхе Леонардо Пенья Теран (исп. Jorge Leonardo Peña Terán); также на борту находились 111 пассажиров, в основном граждане Эквадора.
Рейс EQ173 вылетел из Кито около 07:00, расчётная продолжительность полёта до Куэнки составляла 40 минут.
Согласно прогнозу, в Куэнке должна была быть ясная погода. Однако на подходе к высокогорному аэропорту Марискаль Ламар (высота 8300 футов или 2500 метров над уровнем моря) экипаж столкнулся с густым туманом, что значительно осложняло визуальную ориентацию. Авиадиспетчер дал разрешение на посадку, поэтому командир предупредил пассажиров и бортпроводников приготовиться к приземлению. Заходя на посадку, пилоты пытались увидеть ВПП, одновременно с этим болтая между собой о положении дел в авиакомпании, когда в 07:37 в кабине экипажа неожиданно раздалось звуковое предупреждение системы об опасном сближении с землёй. Экипаж увеличил режим двигателей и начал тянуть штурвалы на себя, но через считанные секунды в 1,6 километра от торца взлётной полосы рейс EQ173 врезался в склон горы и разрушился, после чего его обломки скатились вниз по склону; звук взрыва и разрушения самолёта был слышен даже на диспетчерской вышке. Все 119 человек на его борту погибли.
| Гражданство | Пассажиры | Экипаж | Всего |
| ----------- | --------- | ------ | ----- |
| Колумбия    | 11        | 0      | 11    |
| США         | 5         | 0      | 5     |
| Эквадор     | 95        | 8      | 103   |
| Итого       | 111       | 8      | 119   |

## Расследование
Как показала проверка технического состояния самолёта, он был полностью исправен. Также поначалу рассматривалась версия и о диверсии, в результате которой авиалайнер был сбит.
Но после расследования комиссия пришла к выводу, что катастрофа произошла по вине экипажа. Несмотря на то, что оба пилота считались опытными и имели большой опыт полётов на трёхдвигательном Boeing 727, они не имели квалификации для полётов на двухдвигательном Boeing 737, который в авиакомпании был всего один. Фактический опыт полётов на Boeing 737 у командира рейса 173 составлял всего несколько часов. Помимо этого, в процессе захода на посадку экипаж отвлекался от пилотирования на разговоры между собой и допустил снижение ниже безопасной высоты. В ходе расследования также был обнаружен ряд нарушений в действиях авиакомпании TAME по обучению пилотов.